# Aniela Wyrwiczówna

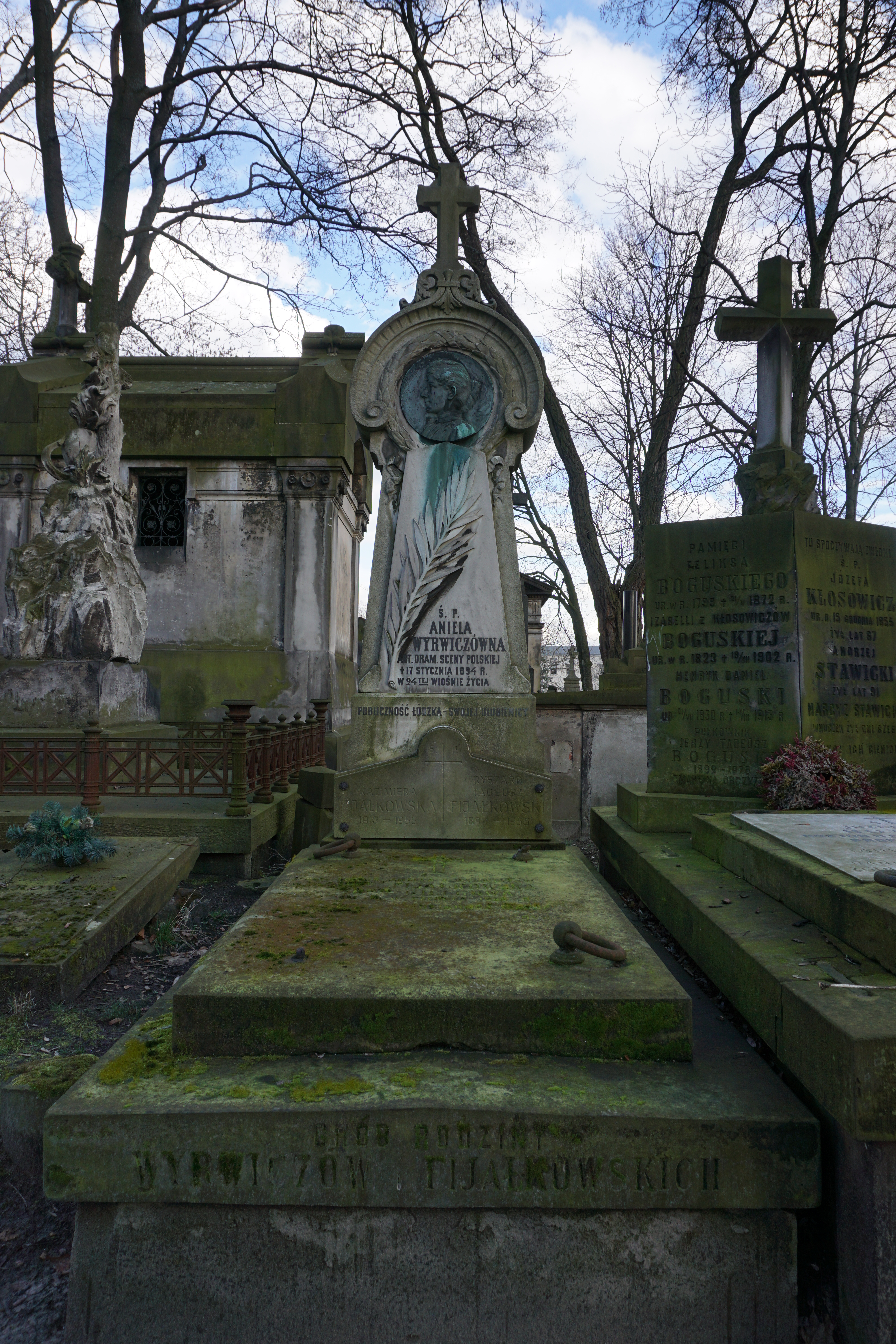
Grób Anieli Wyrwiczówny na cmentarzu Powązkowskim

Aniela Wyrwiczówna (ur. 1870 w Warszawie, zm. 17 stycznia 1894 w Krakowie) – polska aktorka teatralna, zamordowana przez Michała Chądzyńskiego.

## Życiorys
Córka Jana i Józefy z domu Nowińskiej. Pierwsze kroki aktorskie stawiała pod okiem Aleksandry Rakiewicz. 6 sierpnia 1886 roku, mając szesnaście lat zadebiutowała na scenie grając Motrunę w spektaklu zatytułowanym Chata za wsią, wystawionym przez Warszawskie Teatry Rządowe. W kolejnych latach występowała w teatrach w Lublinie, Radomiu i Łodzi. Odnosiła niemałe sukcesy występując także w Odessie i Kiszyniowie. W 1893 roku trafiła do Teatru im. Juliusza Słowackiego w Krakowie (wtedy pod nazwą Teatr Miejski). Występowała tam zaledwie przez trzy miesiące.

### Zabójstwo
17 stycznia 1894 roku krótko po godzinie 13:00 wracała z próby teatralnej do domu. Wynajmowała mieszkanie w kamienicy przy ulicy Basztowej 18. Niespełna pół godziny później zjawił się u niej Michał Chądzyński, prawdopodobnie chcąc zwrócić pożyczoną od niej dzień wcześniej powieść pt. Śmierć Ignacego Dąbrowskiego. Podczas wizyty w jej mieszkaniu podzielił się z nią wrażeniami z lektury tej książki. Po półtorej godziny wyszedł, jednak o 17:00 ponownie pojawił się w jej domu i schował się w pokoju za kotarą oddzielającą alkowę. Gdy Aniela poszła po chusteczkę do nosa, rzucił się na nią i ostatecznie zastrzelił z rewolweru Smith & Wesson Model 1 kalibru 5,6 mm, po czym popełnił samobójstwo. Motywem zbrodni najprawdopodobniej był zawód miłosny.
Ceremonia pogrzebowa odbyła się 19 stycznia. Początkowo pochowano ją na cmentarzu Rakowickim, jednak dzień po pogrzebie bliscy przewieźli ją na cmentarz Powązkowski (kwatera 161-6-4).
Autorem portretu na jej nagrobku był Ludomir Wąsowski.